# Finale UEFA Champions League 2012
De UEFA Champions Leaguefinale van het seizoen 2011/12 was de 20e finale in de geschiedenis van de Champions League. De wedstrijd werd gespeeld op 19 mei 2012 in de Allianz Arena in München. Het Duitse FC Bayern München nam het op tegen het Engelse Chelsea FC. Het was de eerste keer in de geschiedenis van de Champions League dat een club in eigen stadion de finale afwerkte. De laatste keer dat dit gebeurde in de Europacup I was in 1984. AS Roma verloor destijds in Rome van Liverpool FC.
Voor de Belgische verdediger Daniel Van Buyten was het zijn tweede Champions Leaguefinale. Hij mocht in de 87e minuut invallen voor doelpuntenmaker Müller. De Nederlandse rechtsbuiten Arjen Robben speelde de volledige wedstrijd. Ook voor hem was het zijn tweede Champions Leaguefinale. Hij miste in de verlengingen een strafschop.
De UEFA riep na afloop Didier Drogba uit tot "Man van de Match". De supporters kozen voor doelman Petr Čech.

## Voorgeschiedenis

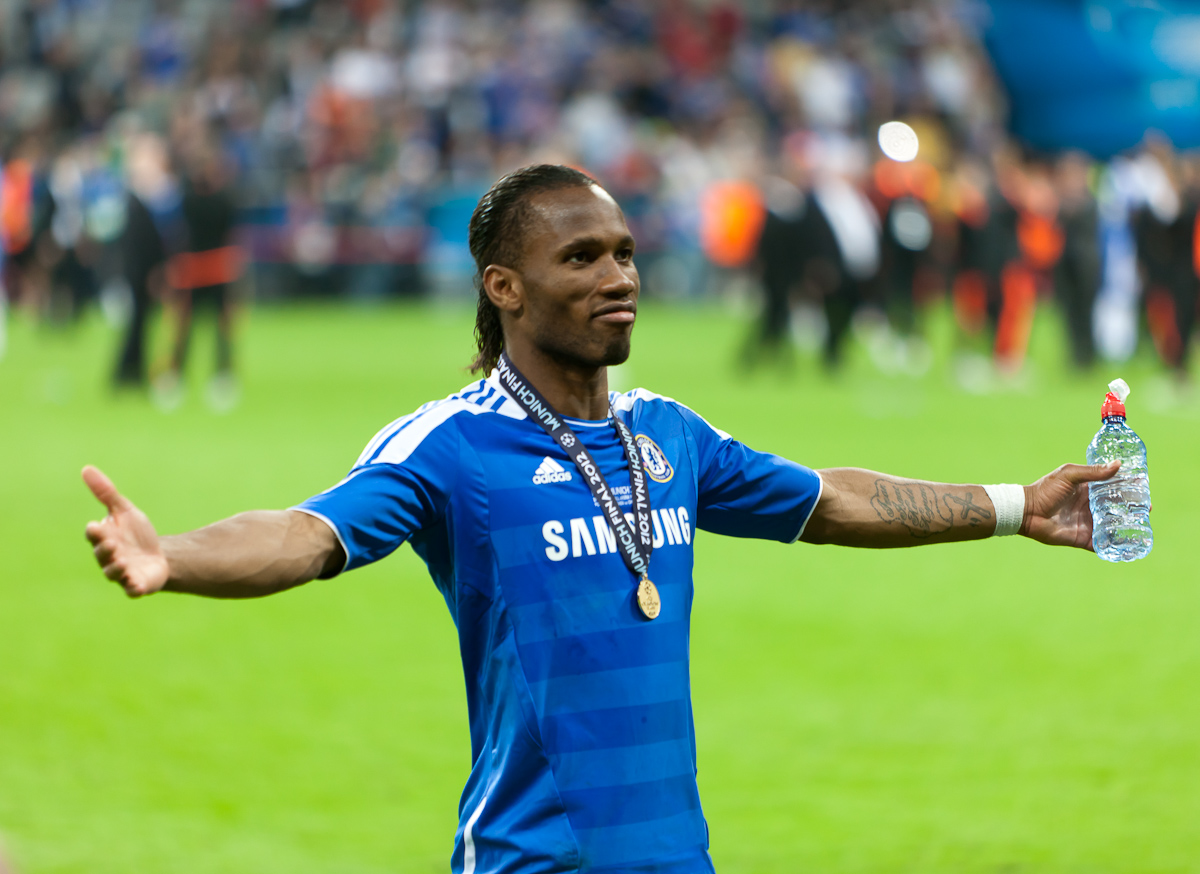
Drogba werd na afloop van de wedstrijd uitgeroepen tot Man of the Match.

Zowel Chelsea als Bayern München legde een bijzonder parcours af richting de finale. Bayern München plaatste zich via de voorrondes voor de Champions League en schakelde in de halve finale met Real Madrid een van de topfavorieten uit. Bayern München won van Real Madrid na strafschoppen. Ook Chelsea schakelde in de halve finale een topfavoriet uit. Titelverdediger FC Barcelona verloor in Londen met 1-0 en kon dit in de terugwedstrijd niet rechtzetten.
Beide clubs misten ook een aantal geschorsten in de finale. Bayern München kon niet rekenen op Holger Badstuber, David Alaba en Luiz Gustavo. Bij Chelsea ontbraken Raul Meireles, Ramires, Branislav Ivanović en aanvoerder John Terry.
Bayern München had het in het verleden nog maar twee keer opgenomen tegen Chelsea. Beide clubs stonden in 2004/05 tegenover elkaar in de kwartfinale van de Champions League. Chelsea won thuis met 4-2 en verloren in München met 3-2. Chelsea stootte door, maar vloog er een ronde later uit tegen Liverpool FC. John Terry, Petr Čech, Frank Lampard, Didier Drogba (allen van Chelsea) en Bastian Schweinsteiger (Bayern München) waren er toen ook bij.

## Wedstrijdverslag
Bayern München kwam in de finale laat op voorsprong na een kopbaldoelpunt van Thomas Müller. Bayern München leek zegezeker, tot  Didier Drogba in de 88e minuut nog een hoekschop tegen de netten kopte. Er kwamen verlengingen en daarin veroorzaakte Drogba al snel een strafschop. Hij tikte Franck Ribéry aan in het strafschopgebied en scheidsrechter Pedro Proença legde de bal op de stip. Arjen Robben legde aan, maar Petr Čech redde het schot. Er werd niet meer gescoord in de verlengingen en dus kwamen er strafschoppen. Daarin trok Chelsea aan het langste eind. Drogba trapte de beslissende penalty binnen. Het werd 3-4.

### Wedstrijddetails
|                           |                                      |              |                               |                                                                                      |
| 19 mei 2012 20:45 (UTC+2) | Bayern München                       | 1 – 1 (n.v.) | Chelsea                       | Allianz Arena, München Toeschouwers: 62.500 Scheidsrechter: Pedro Proença (Portugal) |
| 19 mei 2012 20:45 (UTC+2) | Müller 83'                           |              | 88' Drogba                    | Allianz Arena, München Toeschouwers: 62.500 Scheidsrechter: Pedro Proença (Portugal) |
| 19 mei 2012 20:45 (UTC+2) | Strafschoppen                        |              |                               | Allianz Arena, München Toeschouwers: 62.500 Scheidsrechter: Pedro Proença (Portugal) |
| 19 mei 2012 20:45 (UTC+2) | Lahm Gómez Neuer Olić Schweinsteiger | 3 – 4        | Mata Luiz Lampard Cole Drogba | Allianz Arena, München Toeschouwers: 62.500 Scheidsrechter: Pedro Proença (Portugal) |

| Bayern München | Chelsea |

| Bayern München: |    |                        |      |
|                 |    |                        |      |
| GK              | 1  | Manuel Neuer           |      |
| RB              | 21 | Philipp Lahm           |      |
| CB              | 44 | Anatoli Tymosjtsjoek   |      |
| CB              | 17 | Jérôme Boateng         |      |
| LB              | 26 | Diego Contento         |      |
| CM              | 31 | Bastian Schweinsteiger | 0 2' |
| CM              | 39 | Toni Kroos             |      |
| AM              | 25 | Thomas Müller          | 87'  |
| RW              | 10 | Arjen Robben           |      |
| CF              | 33 | Mario Gómez            |      |
| LW              | 7  | Franck Ribéry          | 97'  |
| Wisselspelers:  |    |                        |      |
| DF              | 5  | Daniel Van Buyten      | 87'  |
| FW              | 9  | Nils Petersen          |      |
| FW              | 11 | Ivica Olić             | 97'  |
| DF              | 13 | Rafinha                |      |
| MF              | 14 | Takashi Usami          |      |
| GK              | 22 | Hans-Jörg Butt         |      |
| MF              | 23 | Danijel Pranjić        |      |
| Coach:          |    |                        |      |
| Jupp Heynckes   |    |                        |      |

| Chelsea FC:       |    |                  |          |
|                   |    |                  |          |
| GK                | 1  | Petr Čech        |          |
| RB                | 17 | José Bosingwa    |          |
| CB                | 24 | Gary Cahill      |          |
| CB                | 4  | David Luiz       | 86'      |
| LB                | 3  | Ashley Cole      | 81'      |
| CM                | 12 | John Obi Mikel   |          |
| CM                | 8  | Frank Lampard    |          |
| AM                | 10 | Juan Mata        |          |
| RW                | 21 | Salomon Kalou    | 84'      |
| CF                | 11 | Didier Drogba    | 93'      |
| LW                | 34 | Ryan Bertrand    | 73'      |
| Wisselspelers:    |    |                  |          |
| MF                | 5  | Michael Essien   |          |
| MF                | 6  | Oriol Romeu      |          |
| MF                | 9  | Fernando Torres  | 84' 120' |
| MF                | 15 | Florent Malouda  | 73'      |
| DF                | 19 | Paulo Ferreira   |          |
| GK                | 22 | Ross Turnbull    |          |
| FW                | 23 | Daniel Sturridge |          |
| Coach:            |    |                  |          |
| Roberto Di Matteo |    |                  |          |